# Allison Falk
Allison Falk (Renton, 31 de março de 1987) foi uma futebolista estadunidense que atuava como zagueira na faculdade. Atualmente, formada.